# Herman Kalckar
Herman Moritz Kalckar (Copenhaga, Dinamarca, 26 de Março de 1908 — 17 de Maio de 1991) foi um bioquímico dinamarquês pioneiro da investigação em respiração celular. Estudou Medicina na Universidade de Copenhaga, tendo emigrado mais tarde para os Estados Unidos, tornando-se professor de Biologia na Universidade Johns Hopkins.
Enquanto trabalhou na Dinamarca, Kalckar demonstrou que compostos contendo fosfato poderiam fornecer energia, ao verificar que, em músculos de rã onde a glicólise havia sido inibida com iodoacetato, a contracção muscular prosseguiria por um curto período usando fosfocreatina como fonte de energia. Tal sugeriu, pela primeira vez, a actuação de compostos fosfatados como ligação entre o catabolismo e o anabolismo. Estes estudos foram feitos em colaboração com Fritz Albert Lipmann.
Nos Estados Unidos, Kalckar trabalhou com Sidney Colowick e descobriu a adenilato cinase em 1942, purificando esta enzima a partir de extractos de músculo. Investigação adicional no metabolismo de nucleótidos permitiu-lhe identificar a nucleósido fosforilase, uma enzima chave em via de salvamento de nucleótidos.
Mais tarde, Kalckar dedicou a sua atenção às enzimas envolvidas no metabolismo da galactose, tendo caracterizado a 1-fosfato de galactose uridiltransferase e identificado um defeito nesta enzima como a causa da doença metabólica galactosemia.

## Membresias
- 1944 The New York Academy of Sciences (Academia de Ciências de Nova York)
- 1948 Videnskabernes Selskab (Academia Real Dinamarquesa de Ciências e Letras)